# Harry Lubse
Harry Lubse (* 23. září 1951 Eindhoven) je bývalý nizozemský fotbalový útočník.

## Fotbalová kariéra
V nizozemské lize začínal v týmu PSV Eindhoven, se kterým získal v letech 1975, 1976 a 1978 mistrovský titul a v letech 1974 a 1976 nizozemský fotbalový pohár. Pokračoval v Belgii za Beerschot VAC a v Nizozemí za Helmond Sport. Končil ve 2. nizozemské lize v týmu Vitesse Arnhem. V Poháru mistrů evropských zemí nastoupil v 16 utkáních a dal 6 gólů, v Poháru vítězů pohárů nastoupil v 7 utkáních a dal 5 gólů a v Poháru UEFA nastoupil v 16 utkáních, dal 6 gólů a soutěž v roce 1978 s PSV Eindhoven vyhrál. Za nizozemskou reprezentaci nastoupil v roce 1975 v utkání kvalifikace mistrovství Evropy pro Finsku, kterém dal také 1 gól. Byl členem nizozemské reprezentace na Mistrovství světa ve fotbale 1978, kdy Nizozemí získalo stříbrné medaile za 2. místo, ale v utkání nenastoupil v zůstal mezi náhradníky.

## Ligová bilance
| Ročník                     | Zápasy | Góly | Klub           |
| -------------------------- | ------ | ---- | -------------- |
| Eredivisie 1969/70         | 1      | 0    | PSV Eindhoven  |
| Eredivisie 1970/71         | 1      | 0    | PSV Eindhoven  |
| Eredivisie 1971/72         | 14     | 0    | PSV Eindhoven  |
| Eredivisie 1972/73         | 16     | 7    | PSV Eindhoven  |
| Eredivisie 1973/74         | 34     | 14   | PSV Eindhoven  |
| Eredivisie 1974/75         | 33     | 8    | PSV Eindhoven  |
| Eredivisie 1975/76         | 34     | 14   | PSV Eindhoven  |
| Eredivisie 1976/77         | 26     | 6    | PSV Eindhoven  |
| Eredivisie 1977/78         | 34     | 14   | PSV Eindhoven  |
| Eredivisie 1978/79         | 28     | 9    | PSV Eindhoven  |
| Eredivisie 1979/80         | 33     | 10   | PSV Eindhoven  |
| Jupiler Pro League 1980/81 | 9      | 1    | Beerschot VAC  |
| Eerste Divisie 1980/81     | 20     | 6    | Helmond Sport  |
| Eerste Divisie 1981/82     | 34     | 8    | Helmond Sport  |
| Eredivisie 1982/83         | 33     | 8    | Helmond Sport  |
| Eredivisie 1983/84         | 33     | 12   | Helmond Sport  |
| Eerste Divisie 1984/85     | 28     | 6    | Vitesse Arnhem |
| CELKEM 1. liga             | 329    | 103  |                |